# رباط‌های جناغی‌پیراشامه‌ای
رباط‌های جناغی‌پیراشامه‌ای یا استرنوپریکاردیال (به انگلیسی: Sternopericardial Ligaments) رباط‌هایی در ناحیه قلب و قفسه سینه هستند که بخش فوقانی و تحتانی آن پیراشامه (پریکارد) و آب‌شامه قلب را به سطح خلفی جناغ متصل می‌کنند. در بالای اتصال آن دستۀ جناغ (مانوبریوم) و پایین آن زائده خنجری وجود دارد.